# Pirati dei Caraibi - La maledizione del forziere fantasma (colonna sonora)
- Pirati dei Caraibi - La maledizione del forziere fantasma è la colonna sonora dell'omonimo film diretto da Gore Verbinski firmata da Hans Zimmer.

## Tracce
1. Jack Sparrow (6:06) : Un brano arrangiato in una suite da concerto (come molti dei brani dell'album), la melodia iniziale viene generalmente utilizzata come il tema iniziale di Jack durante le sue prime scene sulla Perla Nera, principalmente il suo "drunken theme". La seconda parte del brano è conosciuta come il tema d'azione di Jack. Il tema d'azione viene ampiamente usato per la sua fuga dai Pelegestos, e viene anche usato più volte nel brano "Wheel Of Fortune". Hans Zimmer ha dichiarato una volta uscito il film, di aver dedicato questa traccia a uno degli ispiratori della storia , Niccoló Lauritano, un uomo italiano che tutt’oggi vive nel mar dei Caraibi e che nell’epoca delle riprese del film aiutó gli scenografi ad ideare la famosa camminata di capitan Jack.
2. The Kraken (6:55) : Un altro brano arrangiato come una suite da concerto, questo comprende diversi temi delle scene in cui il Kraken attacca e distrugge l'Endiburgh Trader, così come nelle scene in cui attacca la Perla Nera verso la fine del film. La prima parte è composta di tre temi primari, due dei quali rappresentano anche l'Olandese Volante e la sua ciurma. Il terzo tema di questi, introdotto dall'organo, mostra una certa somiglianza con la "Toccata e Fuga in Re Minore" di Johann Sebastian Bach, ma potrebbe essere visto come un tributo. La seconda parte del brano comprende diversi altri temi e riprende i tre iniziali verso la fine
3. Davy Jones (3:15) : Un altro brano arrangiato come suite da concerto, si tratta del tema primario del personaggio di Davy Jones. Elementi del suo personaggio sono personificati musicalmente dal carillon e dall'organo. La prima parte comprende il carillon e i violini e personifica il suo dolore a causa del suo amore negato. La seconda parte comprende l'organo, tamburi, violini e un coro e rappresenta il dolore di Jones trasformarsi in rabbia, fino a diventare vendetta come intuibile dal crescendo del pezzo. Alla fine si risente il carillon, la cui melodia è abbassata di alcuni toni rispetto all'inizio, accompagnato da un inquietante sottofondo dei violini, per rappresentare la trasformazione ultimata del personaggio da uomo a mostro. In alcune parti del film la melodia è leggermente diversa da quella che si sente nel brano.
4. I've Got My Eye On You (2:25) : Un brano che accompagna una delle scene iniziali del film, in cui si vede la prigione turca. Il nome del brano è in riferimento ad un corvo che divora l'occhio di un prigioniero. Successivamente, quando Jack Sparrow si libera dalla tomba, è facilmente riconoscibile l'eroico tema di "The Medallion Calls" dal primo film, accompagnato in conclusione dal nuovo tema di Jack.
5. Dinner Is Served (1:30) : Questo brano inizia con la musica tribale che si sente nelle scene in cui l'isola dei cannibali viene vista da una ripresa aerea e si vede Jack per la prima volta col suo trucco da dio dei cannibali. La seconda parte è un valzer che accompagna le scene in cui Will e la ciurma della Perla Nera cercano di scappare dai cannibali cercando di liberarsi dalle gabbie di questi.
6. Tia Dalma (3:57) : Questa è la musica suonata mentre i protagonisti stanno risalendo il fiume per andare da Tia Dalma. Contiene alcuni elementi del tema di Barbossa .
7. Two Hornpipes (Tortuga) (1:14)
8. A Family Affair (3:34) : Dopo che Will è stato lasciato sull'Olandese Volante da Sparrow, è costretto a lavorare assieme alla ciurma della nave. Fra questi incontra suo padre "Sputafuoco". I due lasciano cadere un cannone e a causa di ciò Will deve ricevere cinque frustate. Inizialmente Sputafuoco cerca di prendere il posto del figlio, ma quando arriva Jones, questi lo costringe ad essere lui stesso ad impartire la punizione per salvare il figlio da una pena ancora più atroce. La prima parte del brano accompagna la scena in cui Will è frustato dal padre. La seconda parte, in cui è riconoscibile il tema di Davy Jones, si sente quando Will e il padre scoprono di più riguardo al Forziere Fantasma.
9. Wheel of Fortune (6:45)
10. You Look Good Jack (5:34)
11. Hello Beastie (10:15) : Il brano che accompagna il finale del film : segue l'inganno di Elizabeth a danno di Jack, il quale affronta il Kraken. Jones vede dall'Olandese il Kraken che affonda la Perla Nera ma, aprendo successivamente il Forziere, si rende conto che il cuore è stato rubato e questo provoca la sua ira. I protagonisti si rifugiano da Tia Dalma, la quale sostiene che è possibile salvare Jack, ma il viaggio necessario richiede un esperto capitano. Tale capitano sarà niente meno che il resuscitato Hector Barbossa. Alcuni elementi di questo brano mostrano una certa somiglianza con i precedenti lavori di Zimmer Il Codice Da Vinci e King Arthur
12. He's a Pirate [Tiësto Remix] (7:02)

## Tracce Bonus
1. He's A Pirate (Tiësto Remix) – 7:02
2. He's A Pirate (Pete n Red's Jolly Roger Radio Edit)* - 3:44
3. He's A Pirate (Chris Joss Ship Ahoy Tribal Mix)* - 4:46
4. He's A Pirate (Tiësto Radio Edit) - 4:10
5. He's A Pirate (Tiësto Orchestral Mix) - 7:04